# Bazuca (instrumento musical)

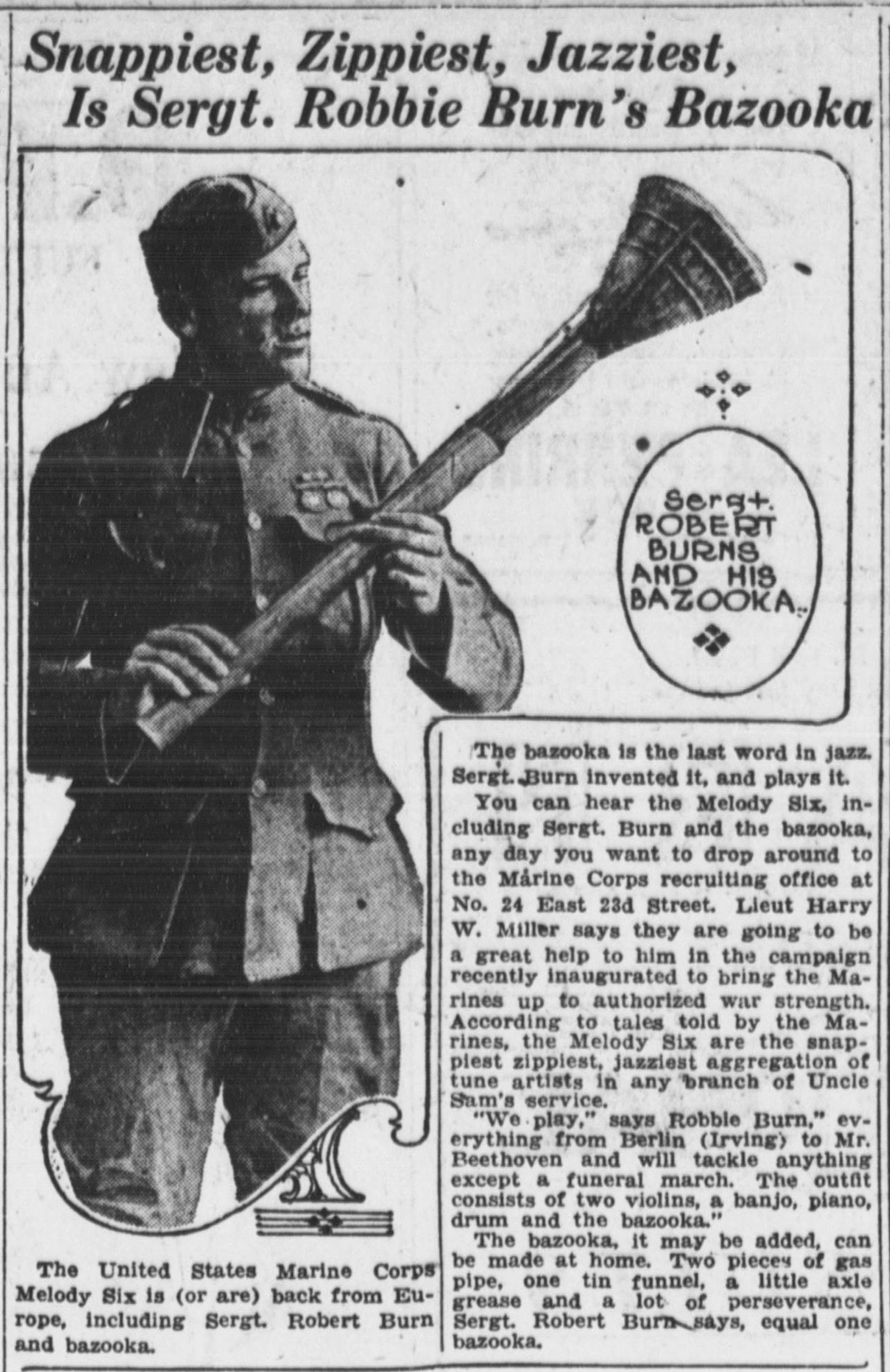
Bob Burns segurando o instrumento bazuca em um anúncio de jornal.

Bazuca, popularmente conhecido como bazooka,  é um instrumento de sopro de metal com um equivalente telescópica de um Trombone. A Bazooka ficou popular na década de 1930, e foi inventada pelo comediante Bob Burns. O instrumento foi tocado por vários músicos de jazz, incluindo Noon Johnson e Kendrick Sanford.
O instrumento deu origem ao nome da arma lança-foguetes "Bazuca" durante a Segunda Guerra Mundial, por causa da aparência que é semelhante. 